# Балин (заказник)
Балин — ботанічний заказник місцевого значення в Україні.
Розташований у долині річки Батіг, притоки Жвану на північно-західній околиці села  Вербовець Могилів-Подільського району Вінницької області. Оголошений відповідно до Рішення 37 сесії 7 скликання Вінницької обласної ради від 05.03.2019 року № 812. .

## Географічні умови
За фізико-географічним районуванням дана територія належить до району Могилівського Придністров'я, Придністровсько-Подільської лісостепової області, Дністровсько-Дніпровської, Лісостепової провінції лісостепової зони. 
Рельєф заказника розчленований зі значними перепадами висот. Глибина врізу річкових долин становить 160—200 метрів. Тут багато балок, ярів, борозен та промоїн. Густота яружно-балкової мережі — 1—1,25 км/км². Ґрунтовий покрив складають сірі лісові ґрунти та чорноземи опідзолені. Через інтенсивні процеси ерозії ґрунти місцями змиті, на денну поверхню виходять девонські пісковики, силурійські сланці та третинні вапняки. 
Клімат помірно континентальний. Літо довге не жарке, зима коротка і тепла, з нестійким сніговим покривом. Пересічна температура січня становить −6°С, липня +20,5°С. Безморозний період триває 250—260 днів на рік. Кількість опадів — 525 мм.  

## Рослинність
Тут виявлено як лісову, так і лучно-степову рослинність. Представники чагарникових угруповань: вишня степова, мигдаль степовий , терен, таволга середня. 
Значні площі займають угруповання лучностепової рослинності з домінуванням бородача, пирію, костриці валіської та червоної. У рослинному покриві присутні типові степові елементи: маренка рожева, деревій щетинистий, самосил гайовий , любочки шафранові, перстач пісковий, гвоздики перетинчасті, чистець німецький, шавлія дібровна, бедринець ломикаменевий, астрагал еспарцетний, чебрець двовидний. Виявлено місцезнаходження ендеміка підмаренника дністровського. 
Внаслідок антропогенного впливу на території заказника відзначається поширення синантропних рослин: цикорій дикий, пирій середній, різак звичайний, щебрушка польова, головатень круглоголовий, берізка польова, будяк акантовидний та мезофітизація травостою. 

## Тваринний світ
- Клас земноводні: кумка червоночерева, часничниця звичайна, ропуха звичайна, жаба трав'яна;
- Клас плазуни: ящірка прудка, ящірка зелена, вуж звичайний;
- Клас птахи: лелека білий, лунь очеретяний, яструб великий, яструб малий, канюк звичайний, боривітер звичайний, перепілка, припутень, горлиця звичайна, зозуля, сова вухата, дрімлюга, серпокрилець чорний, бджолоїдка, одуд,  крутиголовка, дятел звичайний, ластівка сільська, посмітюха, жайворонок польовий та лісовий, плиска жовта та біла, сорокопуд терновий та чорнолобий, вивільга, шпак звичайний, сойка, сорока, грак, крук, очеретянка лучна, кропив'янка сіра, вівчарик-ковалик, трав'янка лучна та чорноголова, кам'янка звичайна, вільшанка, соловейко східний, дрізд чорний та співочий, гаїчка болотяна, синиця блакитна  та велика, повзик, горобець хатній та польовий, зяблик, зеленяк, чиж, щиглик, коноплянка, костогриз, просянка, вівсянка звичайна;
- Клас ссавці: їжак європейський, кріт європейський, заєць сірий, мишак лісовий, миша польова, нориця руда, лисиця звичайна, ласиця.

Завданням заказника є збереження ландшафтного комплексу у каньйоні р.  Батіг. Заказник має рекреаційне, естетичне, освітньо-виховне, водорегулююче значення. Долина р. Батіг із добре збереженою природною екосистемою відіграє важливу роль у підтриманні екологічного балансу та формуванні екомережі району та області. 